# Saint-Laurent-les-Tours
Saint-Laurent-les-Tours (occitanisch: Sent Laurenç) ist eine Gemeinde mit 845 Einwohnern (Stand 1. Januar 2022) im Département Lot in der französischen Region Okzitanien.

## Lage
Saint-Laurent-les-Tours liegt im Nordosten der an kulturellen und kulinarischen Attraktionen überaus reichen Landschaft des Quercy. Die Hauptstadt des Quercy, Cahors, ist etwa 83 Kilometer (Fahrtstrecke) in südwestlicher Richtung entfernt. Bis zur Nachbargemeinde Saint-Céré sind es etwa 3 Kilometer in südlicher Richtung. Die zu den „Schönsten Dörfern Frankreichs“ zählenden Orte Loubressac und Autoire liegen etwa 13 bzw. 10 Kilometer westlich bzw. südwestlich.

## Bevölkerungsentwicklung
| Jahr      | 1968 | 1975 | 1982 | 1990 | 1999 | 2006 | 2018 |
| Einwohner | 394  | 531  | 747  | 835  | 900  | 907  | 868  |

## Geschichte
Möglicherweise gab es bereits in gallorömischer Zeit eine Festungsanlage castrum auf einem der Hügel in der Nähe. Der Überlieferung zufolge soll bereits im 8. Jahrhundert eine Burg an derselben Stelle gestanden haben. Im Mittelalter gehörte der Ort zum Besitz der Vizegrafschaft Turenne. Im Hundertjährigen Krieg (1337–1453) kam die Burg vorübergehend (1384–1390) in den Besitz der Engländer; während der Hugenottenkriege (1562–1598) wurde sie etliche Jahre lang (1575–1586) von den Protestanten okkupiert.

## Sehenswürdigkeiten
- Die eindrucksvollen Ruinen der Burg (château) stammen aus unterschiedlichen Epochen (12. bis 14. Jahrhundert), der Zeit, als sie zum Besitz der Vizegrafschaft Turenne gehörte. Erhalten haben sich zwei Türme. Im Jahre 1895 wurde ein Wohngebäude zwischen den beiden mittelalterlichen Türmen platziert und mit einem weiteren kleinen Turm ausgestattet.
- Musée Lurçat: Im Jahr 1941 ließ sich der Künstler Jean Lurçat in der Burg nieder; 1945 kaufte er das Anwesen und behielt es als Wohn- und Arbeitssitz bis zu seinem Tod im Jahr 1966 bei. Seine Frau schenkte den Komplex im Jahre 1986 – mit der Auflage, ein Museum zum Andenken ihres Mannes daraus zu machen – dem Conseil Général du Lot. Heute kann man die Atelierräume, in denen einige Malereien, Keramikarbeiten und Teppiche des Künstlers ausgestellt sind, besichtigen.
- Die Pfarrkirche (Église paroissiale) Saint-Laurent, ein einschiffiger Bau aus dem 17. Jahrhundert, beherbergt ein barockes Altarretabel sowie einen Tabernakel – beide sind als Monument historique eingestuft.

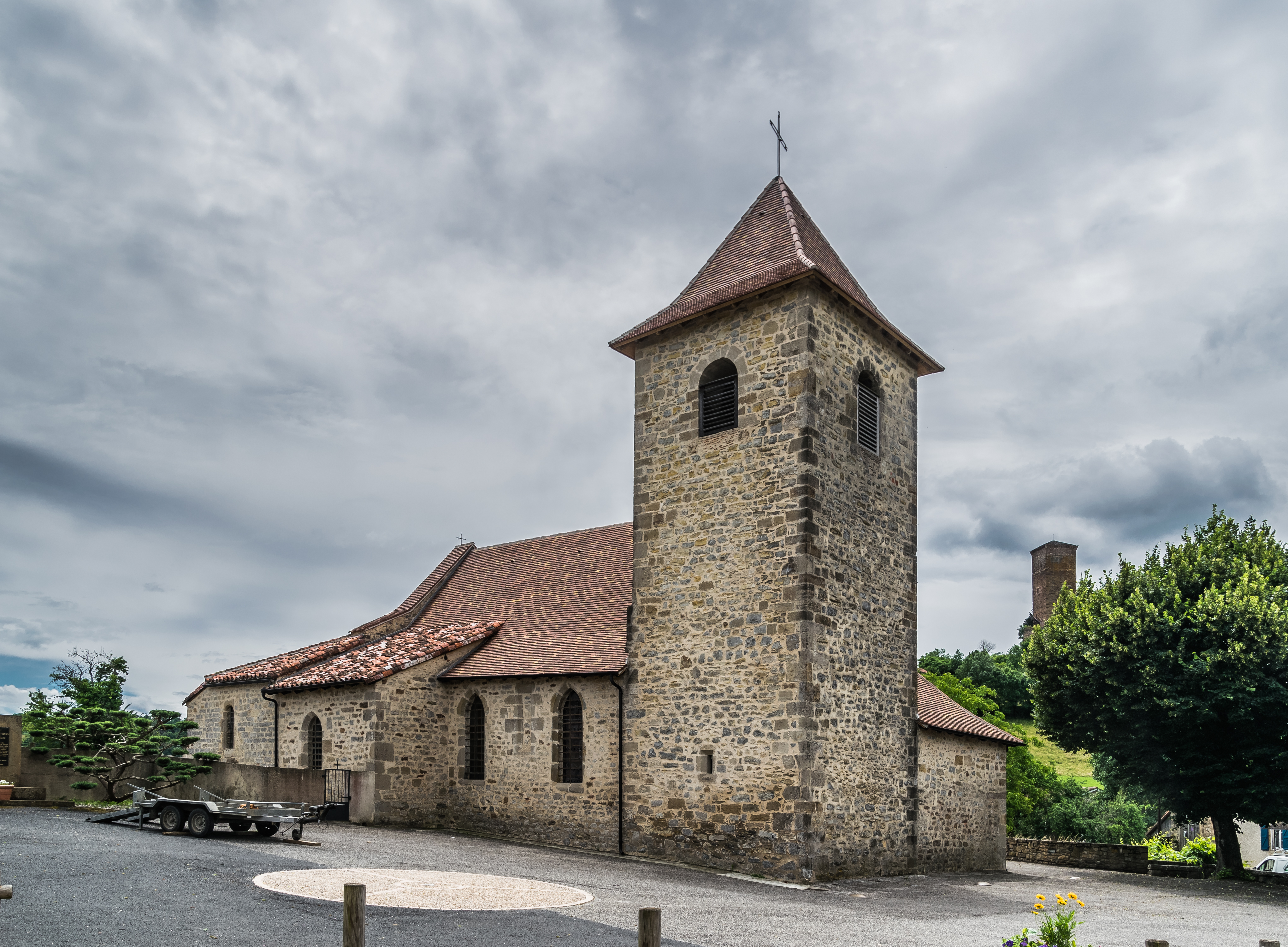
Kirche Saint-Laurent

## Persönlichkeiten
- Jean Lurçat (1892–1966), Künstler